# UScoCTIO 108
UScoCTIO 108 är en dubbelstjärna i den norra  delen av stjärnbilden Skorpionen. Baserat på parallaxmätning på ca 6,85 mas, beräknas den befinna sig på ett avstånd på ca 473 ljusår (145 parsek)  från solen. Stjärnan ingår i Upper Scorpius OB-förening.

## Observation
Primärstjärnan i systemet upptäcktes år 2000 som en möjlig medlem av Upper Scorpius-föreningen, baserat på dess position i ett HR-diagram, i en sökning av Cerro Tololo Inter-American Observatory (CTIO) efter ny medlem i föreningen, där den fick beteckningen UScoCTIO 108.
Följeslagaren i systemet hittades 2008 som ett objekt beläget med en separation av 4,6 bågsekunder, vilket motsvarar en fysisk separation på mer än 670 AE och är också en bekräftad medlem av Upper Scorpius association.

## System

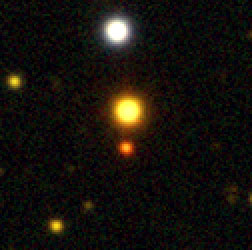
UScoCTIO 108A är det gula objektet i mitten och B-komponenten är det orangea objektet därunder.

Primärstjärnan, UScoCTIO 108A, med massa runt 0,06 solmassa, är en brun dvärg eller röd dvärg med låg massa. Spektroskopiska och fotometriska observationer har bekräftat att objektet visar tecken på låg gravitation och ålder, och uppskattade en massa på 60 Jupitermassor, en effektiv temperatur på 2 800 K och spektraltyp M7. Den låga massan typer på att objektet inte kan upprätthålla vätefusion, vilket gör det till en brun dvärg.

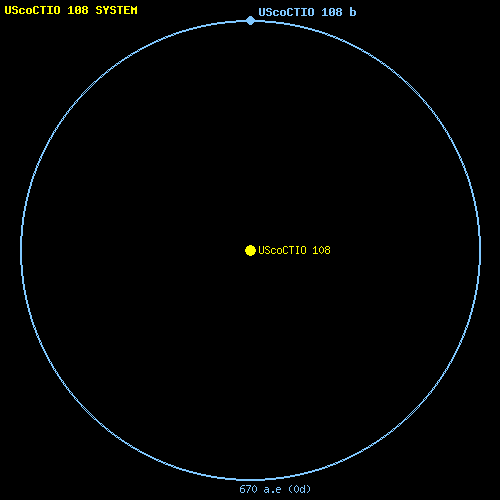
UScoCTIO 108B:s omlopp.

Följeslagaren, UScoCTIO 108B, med en massa kring gränsen för kärnfusion av väte på 13 Jupitermassor, klassificeras som antingen en brun dvärg eller en exoplanet. Spektrum visar att objektet också är ett kallt substellärt objekt, med en effektiv temperatur på 2 300 K och spektraltyp M9.5. Dess massa uppskattades ursprungligen till 14 Jupitermassor, mycket nära den nominella gränsen mellan planet och brun dvärg, men en nyligen genomförd revidering av åldern för Upper Scorpius-föreningen till 11 miljoner år ökade detta värde till 16 Jupitermassor, vilket tyder på att objektet troligen är en brun dvärg med låg massa. Det fysiska sambandet mellan de två bruna dvärgarna har inte bekräftats genom observation av vanliga egenrörelser, men anses mycket troligt med tanke på närheten mellan dem.
Observationer teleskopet WISE av infraröd strålning visade överskottsemission vid våglängder av 12 och 22 μm, vilket tyder närvaro av en stoftskiva runt den bruna dvärgen.